# 美谷和枝
美谷 和枝（みたに かずえ、1939年4月5日 - ）は、愛知県名古屋市出身の日本の女優、シャンソン歌手。希楽星所属。身長156 cm。体重46 kg。

## 人物
特技はシャンソン、日本舞踊（西川流）、モダンバレエ、クラシックバレエ、タップダンス、ジャズダンス、ソシアルダンス、フラメンコ、アイスフィギュア、スケート、ゴルフ。
ラジオ番組「コサキンDEワァオ!」で使用された「人生は過ぎゆく」は、サビで「ラビさんが、ラビさんが好きなのにどうして」と聞こえることで話題となった。

## 出演

### 映画
- 「オケ老人!」（2016年11月11日）
- 「闇金ドッグス5」（2017年1月14日）[2]
- 「SYNCHRONIZER」（2017年2月11日） - 長谷川春子 役[3]
- 「散歩する侵略者」（2017年9月9日）
- 「十年 Ten Years Japan『PLAN75』」（2018年11月3日）[4]
- 「スマホ拾っただけなのに」（2019年） - 鎌ばばあ / 高橋トヨコ 役[5]
- 「星に語りて〜Starry Sky〜」（2019年3月10日） - 北村の母 役

### テレビドラマ
- 「乱れ雲」
- 「放浪記」
- 「江戸の旋風」
- 「疑惑の女」
- 「ふしぎな少年」（1961年4月3日 - 1962年3月31日、NHK）
- 「遥かなり母と娘の旅路」（1985年4月22日 - 5月31日、TBS）
- 「がんばりや! ～平成どてらい女～」（1997年3月18日、テレビ東京）
- 「サイレント・プア」第2話（2014年4月15日、NHK） - 郷田美津恵 役
- 「だから荒野」第3話（2015年1月25日、NHK） - 多美代 役
- 「ウチの夫は仕事ができない」第5話（2017年8月5日、日本テレビ）
- 「刑事ゆがみ」第2話（2017年10月19日、フジテレビ）
- 「デジタル・タトゥー」第3話（2019年6月1日、NHK）
- 「白衣の戦士!」第9話（2019年6月12日、日本テレビ）
- 「特捜9 season3」第6話（2020年6月24日、テレビ朝日） - 鈴木恵子 役
- 「元彼の遺言状」第9話・第10話（2022年6月6日・6月13日、フジテレビ） - 仲居 役

### ラジオ
- 「美谷和枝の昨日・今日・明日」（ラジオ日本）
- 「美谷和枝のシャンソン・ダムール」（TBSラジオ）

### 舞台
- 「傷跡に口びるを」
- 「私の中のオンディーヌ」
- 「誘惑の城」
- 「天使の恋はシャボン玉」
- 「秋にかえした愛」
- 「シャンソンで綴る愛の手紙」
- 「カルメン物語」
- 「純愛77」
- 「手紙」
- 「七つの大罪」 - アンナ 役

### ミュージックビデオ
- ゴールデンボンバー「LINEのBGMにしてるとモテる曲」（2019年） - 七十代女性 役

### 公演
- 「美谷和枝のシャンソン・ダムール」（1994年 - ）

## ディスコグラフィー
- 「嘆きの薔薇」（ポリドール）
- ドラマチック・カラオケ「海の契り」